# Hippias från Elis
Hippias av Elis (grekiska: Ἱππίας) var en grekisk sofist från slutet av 500-talet f.Kr. Han var en yngre samtida till Protagoras, och blev framställd av Platon i två dialoger (Hippias Minor och Hippias Maior), samt i dialogen Protagoras. Han föddes runt mitten av 500-talet f.Kr. (cirka. 460 f.Kr.) och levde minst lika länge som Sokrates (399 f.Kr.).
Han föddes i Elis och åtnjöt under sin livstid stor respekt bland sina medborgare. I Aten blev han bekant med Sokrates och andra ledande tänkare. Med den självsäkerhet som kännetecknade de senare sofisterna hävdade han att han var en auktoritet på alla områden och undervisade i poesi, grammatik, historia, politik, arkeologi, matematik och astronomi.

## Matematikern
Hippias var en grekisk matematiker, antagligen under 400-talet f.Kr. Huruvida han är densamme som den ovan nämnde sofisten, är osäkert, eftersom det finns bevis både för och emot detta. Hippias uppfann, enligt Proklos, en kurva, med hjälp av vilken man kunde dela en vinkel i tre delar. Med denna kurva, som sedermera fick namnet quadratrix (se Deinostratos), reducerades nämligen denna tredelning till tredelningen av en rät linje.

## Källhänvisningar
1. ↑  Hippias i Nordisk familjebok (andra upplagan, 1909)